# La voce del sangue (film 1931)
La voce del sangue (Never the Twain Shall Meet) è un film sonoro del 1931, prodotto e distribuito dalla Metro Goldwyn Mayer. Il soggetto è tratto da Never the Twain Shall Meet, un romanzo di Peter B. Kyne, pubblicato a New York nel 1923. Il film, diretto da W. S. Van Dyke, è ambientato a Tahiti, come le due precedenti avventure nei mari del sud dirette da Van Dyke, L'isola del sole (The Pagan) e Ombre bianche (White Shadows in the South Sea).
Il film è un remake del film muto del 1925, anch'esso intitolato La voce del sangue, diretto da Maurice Tourneur.

## Trama
Dan Pritchard dirige con il padre una compagnia di navigazione di San Francisco, ed è fidanzato con Maisie, una ragazza dell'alta società, che però si mostra fredda e poco propensa al matrimonio. Un giorno Dan risponde alla chiamata del capitano Larrieu, vecchio amico di suo padre. Di ritorno da un viaggio, ammalato di lebbra, il capitano affida la figlia Tamea, cresciuta nelle isole dei mari del sud, alla tutela dei Pritchard. Ottenuta la promessa di Dan di occuparsi della ragazza, il capitano si suicida in mare. Dan è deciso a tenere fede al suo impegno, ma la giovane Tamea si dimostra subito ribelle e infastidita dalle regole della cultura occidentale. Si innamora di Dan e fa di tutto per sedurlo. Dan non riesce a sottrarsi al fascino della ragazza e lascia tutto per seguirla a Tahiti. Il paradiso tropicale, però, si rivela per Dan un inferno. Tamea si lascia corteggiare da un giovane isolano, Tolongo, e Dan pian piano va alla deriva. Comincia a frequentare un ritrovo dove passa il tempo a bere in compagnia di altri occidentali incapaci di adattarsi alla vita dell'isola. Si abbrutisce al punto di arrivare a picchiare Tamea durante una scenata di gelosia. Solo l'arrivo di Maisie lo riscuote dal torpore in cui è sprofondato. Decide allora di tornare alla sua vita precedente e si imbarca sulla nave insieme a Maisie. Tamea si consola presto fra le braccia di Tolongo.

## Produzione
Il film fu prodotto dalla Cosmopolitan Productions per la Metro-Goldwyn-Mayer (MGM) (controlled by Loew's Incorporated). Venne girato dall'11 febbraio 1931 al 10 marzo 1931 nei Metro-Goldwyn-Mayer Studios al 10202 di W. Washington Blvd., a Culver City.

### Musica
Nel film venne inserita la canzone Islands of Love (parole e musica di Arthur Freed).

## Distribuzione
Il copyright del film, richiesto dalla Metro-Goldwyn-Mayer Distributing Corp., fu registrato il 18 settembre 1931 con il numero LP2482.
Distribuito dalla Metro-Goldwyn-Mayer (MGM), uscì nelle sale cinematografiche USA il 16 maggio 1931 con il titolo originale Never the Twain Shall Meet. In Finlandia venne distribuito il 6 dicembre 1931 e in Danimarca il 10 marzo 1932, ribattezzato Aldrig mødes de tvende.